# Protomyces crepidis-paludosae
Protomyces crepidis-paludosae  (лат.) — вид грибов из семейства Протомициевые (Protomycetaceae), паразитирует на видах скерды (Crepis).
Вызывает образование галлов на стеблях, реже на листьях и корнях. Галлы размерами 1—3 мм, чаще расположены вдоль жилок.
Аскогенные клетки гриба (см. Протомициевые#Морфология) гладкие, светло-жёлтые или буроватые, от шаровидной до широкоэллипсоидной формы, размерами 27—30×40—52 мкм, покрыты светло-коричневой оболочкой толщиной 2,5—6,5 мкм.
Вид описан в Швейцарии на скерде болотной (Crepis paludosa), встречается также в Норвегии.
По морфологии Protomyces crepidis-paludosae практически не отличается от протомицеса толстокожего (Protomyces pachydermus), поэтому некоторые авторы не признают его самостоятельным видом. В 1922 году Г. фон Бюрен экспериментально показал, что протомицес толстокожий и Protomyces crepidis-paludosae различаются по специализации к растениям-хозяевам.